# Destination Eurovision
Pour les participations de la France au Concours, voir France au Concours Eurovision de la chanson.
Destination Eurovision était l'ancienne sélection nationale utilisée par la France au Concours Eurovision de la chanson en 2018 et 2019, elle permettait donc de déterminer la chanson et l'artiste qui représenteraient la France au Concours.

## Débuts et format
La France a officieusement annoncé sa participation dans un premier temps le 14 mai 2017, lendemain de la finale de l'Eurovision 2017, via un tweet de son chef de délégation, Edoardo Grassi, puis l'a confirmée officiellement le 21 juin 2017 en ouvrant les sélections et en annonçant le déroulement d'une finale nationale télévisée, dont le nom est Destination Eurovision, qui a lieu en janvier 2018,.
Destination Eurovision consiste en deux demi-finales et une finale, toutes en direct. Dix-huit chansons concourent pour représenter la France. Durant chaque demi-finale, neuf artistes sont en compétition. Chacun interprète une reprise puis sa chanson originale. Au terme de chaque demi-finale, quatre sont qualifiés pour la finale via le vote des téléspectateurs (à 50 %) et d'un jury international de 5 pays (à 50 %).
Sandy Heribert recueille les impressions des candidats dans la green room.

## Destination Eurovision 2018

### Jurys

#### Jury francophone
Le jury national est composé de trois chanteurs de langue française :
Demi-finale
- Amir, chanteur et représentant de la France au Concours Eurovision de la chanson 2016 ;
- Isabelle Boulay, chanteuse québécoise francophone et ancienne coach de La Voix (The Voice au Québec) ;
- Christophe Willem, chanteur, vainqueur de Nouvelle Star et ancien juré de X Factor en France.

Finale
- Alma, chanteuse et représentante de la France au Concours Eurovision de la chanson 2017 ;
- Christophe Willem, chanteur, vainqueur de Nouvelle Star et ancien juré de X Factor en France.
- Isabelle Boulay, chanteuse québécoise francophone et ancienne coach de La Voix (The Voice au Québec) ;

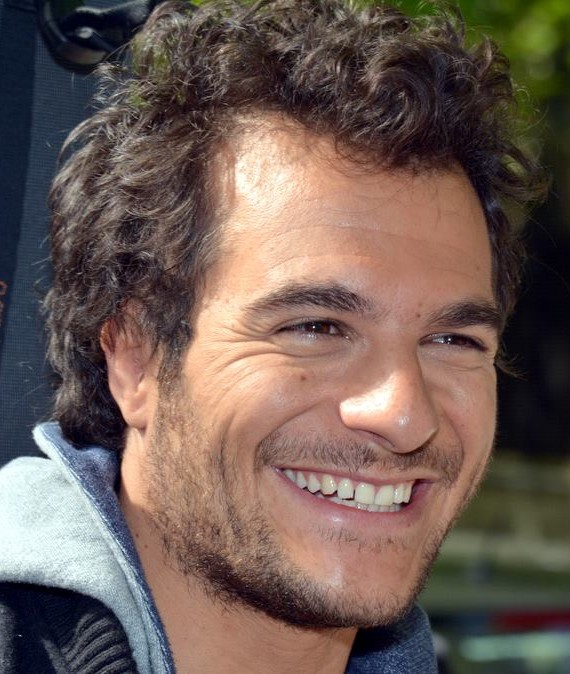
Amir
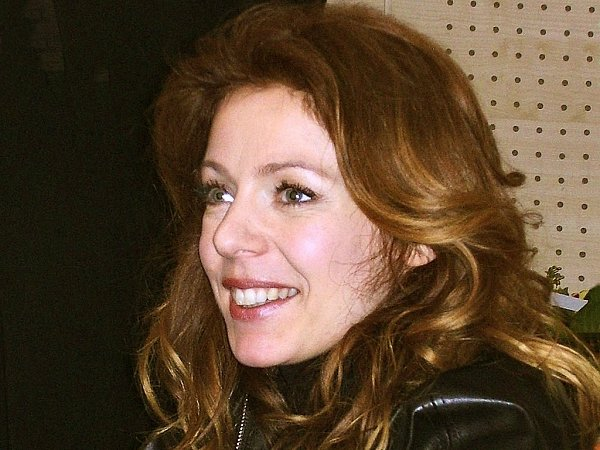
Isabelle Boulay
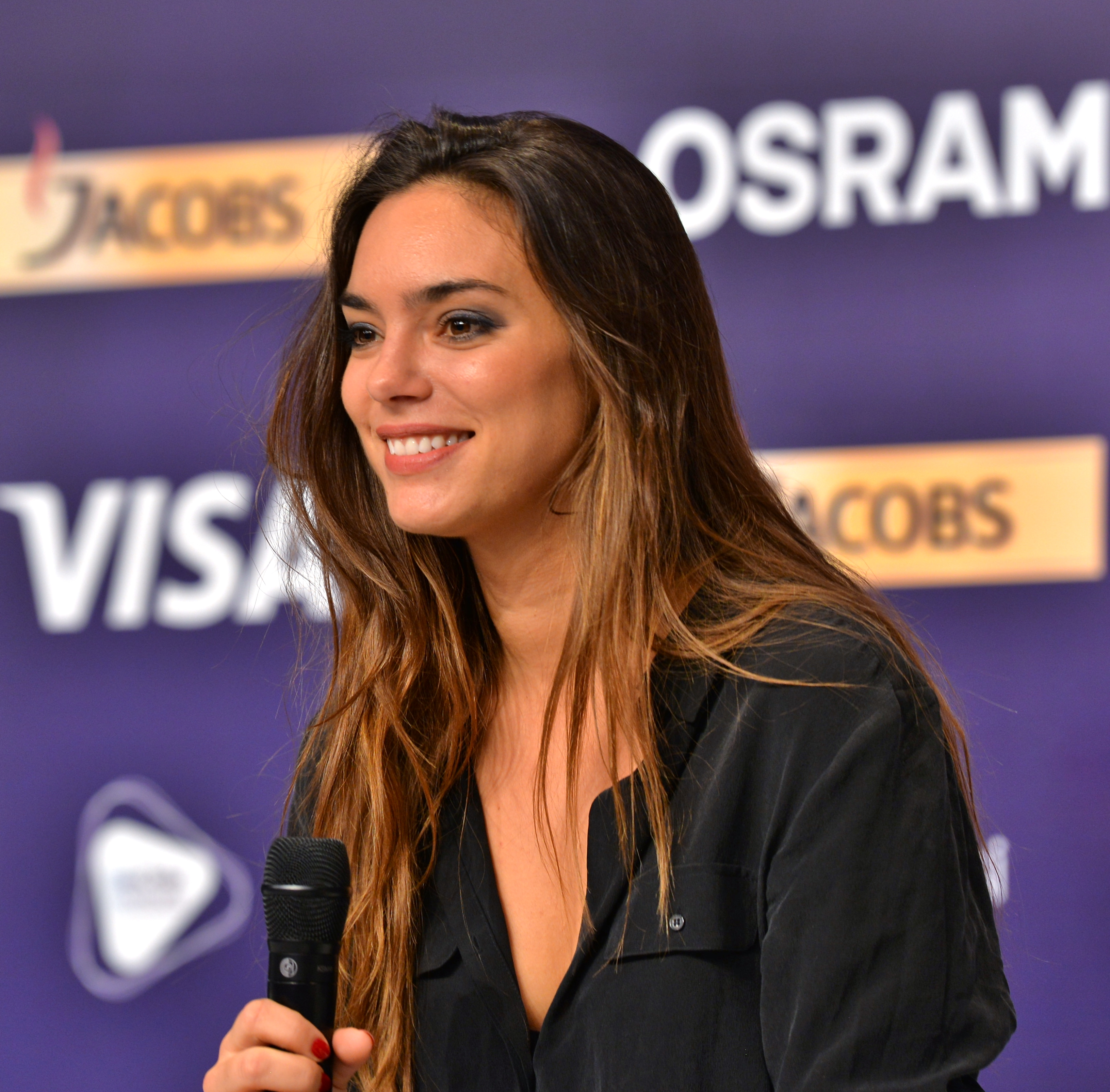
Alma

#### Jury international
Le jury international est composé de représentants de plusieurs délégations de l'Eurovision à travers l'Europe. Lors des demi-finales, il est composé de :
- Christer Björkman, producteur suédois, responsable de l'Eurovision 2016 et du Melodifestivalen et chef de la délégation suédoise, représentant de la Suède au Concours Eurovision de la chanson 1992.
- Nicola Caligiore, chef de la délégation italienne ;
- Olga Salamakha, chef de la délégation biélorusse.

Lors de la finale, à ces trois jurés s'ajoutent des représentants des délégations suivants :
- Iveta Moukoutchian, artiste ayant terminé 7e au Concours Eurovision de la chanson 2016 ;
- Ivan Katsarev ;
- Terhi Norvasto ;
- Felix Bergsson, chef de la délégation islandaise ;
- Tali Eshkoli ;
- Sergueï Pavlov ;
- Reto Peritz, chef de la délégation suisse.

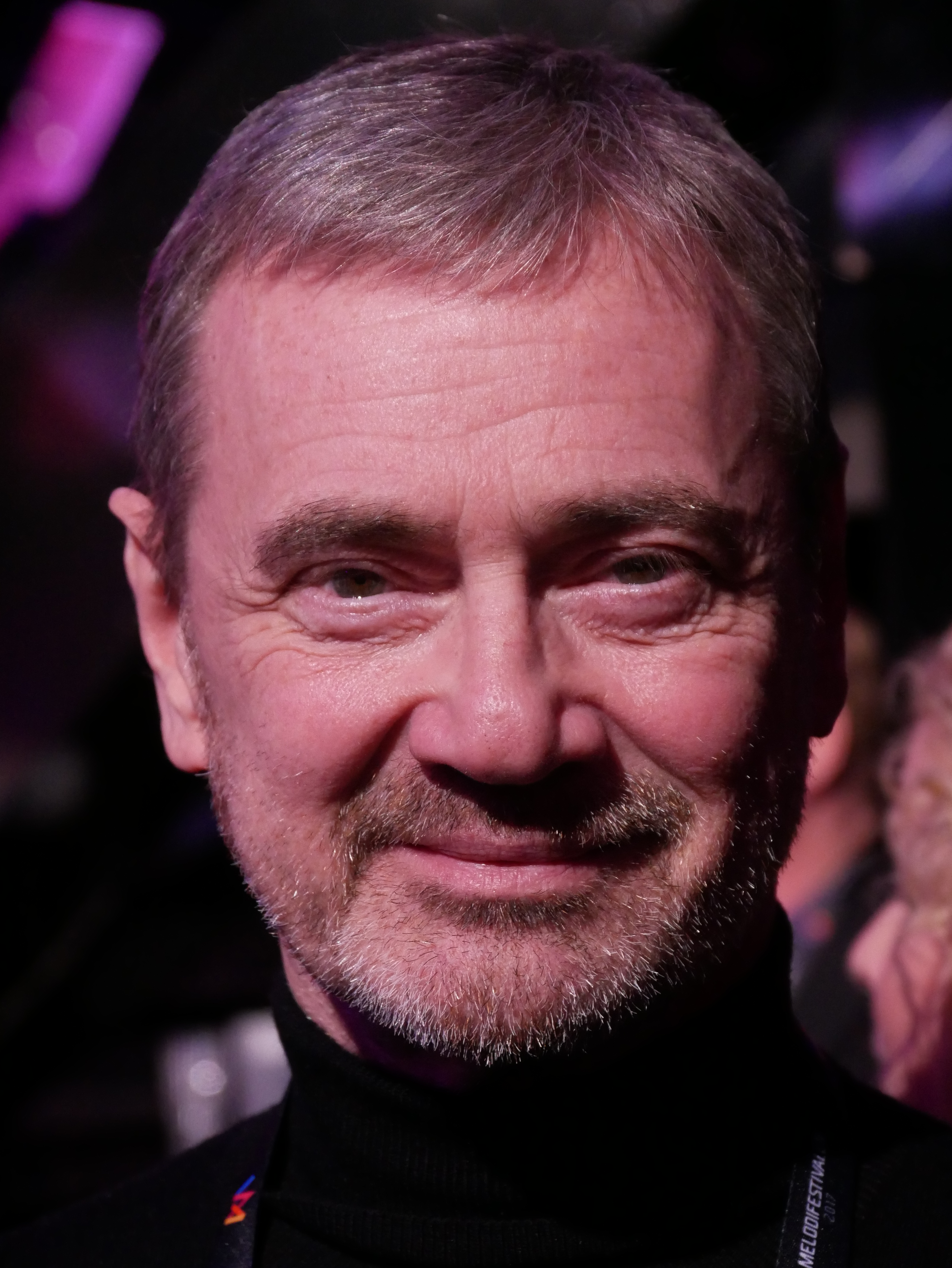
Christer Björkman
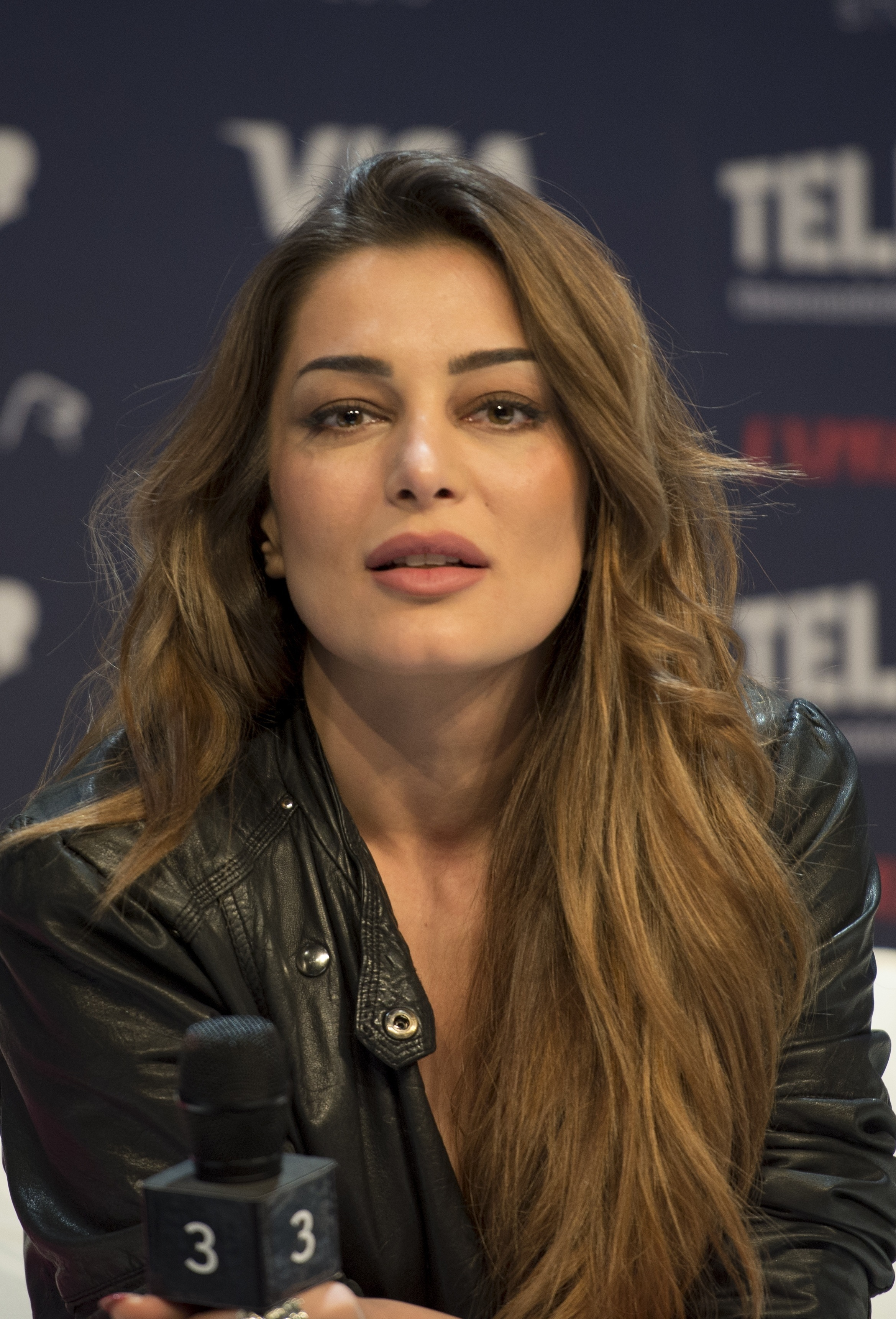
Iveta Moukoutchian

### Chansons
Les noms des dix-huit artistes ainsi que des extraits de leurs chansons ont été publiés sur les réseaux sociaux Twitter et Facebook du 29 décembre 2017 au 7 janvier 2018.
| Artiste         | Langue                     | Chanson              | Traduction         | Auteur(s) / Compositeur(s)                                                         |
| --------------- | -------------------------- | -------------------- | ------------------ | ---------------------------------------------------------------------------------- |
| Ehla            | Français                   | J'ai cru             | —                  | Grand Corps Malade                                                                 |
| Emmy Liyana     | Français                   | OK ou KO             | —                  | Olivier Schultheis, Zazie, Jean-Pierre Pilot, William Rousseau                     |
| Enéa            | Français, anglais          | I'll be there        | Je serai là        | Sonia Boraso                                                                       |
| Igit            | Français                   | Lisboa Jérusalem     | Lisbonne Jérusalem | Antoine Barrau                                                                     |
| Jane Constance  | Français                   | Un jour j'ai rêvé    | —                  | Jane Constance, Pascal Obispo (a) / Pascal Obispo (c)                              |
| June the girl   | Français, anglais          | Same                 | Mêmes              | Francois Welgryn, Antoine Essertier, Marine Bollengier (a) / Marine Bollengier (c) |
| Lisandro Cuxi   | Français, anglais          | Eva                  | —                  | Freddy Marche, Felipe Javier Saldivia, Frederic Savio                              |
| Louka           | Français, italien          | Mamma mia            | —                  | Maître Gims, Vitaa, Renaud Rebillaud, Luca Bennici                                 |
| Lucie Vagenheim | Français, anglais          | My world             | Mon monde          | François Welgryn, William Rousseau, Mathieu Johann                                 |
| Madame Monsieur | Français                   | Mercy                | —                  | Émilie Satt, Jean-Karl Lucas                                                       |
| Malo'           | Français, anglais, italien | Ciao                 | Salut              | Malory Legardinier                                                                 |
| Masoe           | Français, anglais          | Paradis              | —                  | Dany Synthé, Jonah                                                                 |
| Max Cinnamon    | Français, anglais          | Ailleurs             | —                  | Max Cinnamon                                                                       |
| Nassi           | Français                   | Rêves de gamin       | —                  | Nassi                                                                              |
| Noée            | Français                   | L'un près de l'autre | —                  | Barbara Pravi, Tomislav Matosin (a) / Jules Jaconelli, Mélanie Di Pietrantonio (c) |
| Pheno Men       | Français                   | Jamais sans toi      | —                  | François Welgryn (a) / Gabin Lesieur, Pheno Men (c)                                |
| Sarah Caillibot | Français                   | Tu me manques        | —                  | Sarah Caillibot                                                                    |
| Sweem           | Français                   | Là-haut              | —                  | Sweem                                                                              |

### Première demi-finale
La première demi-finale a été diffusée le samedi 13 janvier 2018 à 20 h 55.
En ouverture, les trois jurés francophones et Garou ont repris des titres phares de l'Eurovision :
- Waterloo (ABBA, Suède 1974) : les jurés et Garou ;
- Rise like a Phoenix (Conchita Wurst, Autriche 2014) : Christophe Willem ;
- Ne partez pas sans moi (Céline Dion, Suisse 1988) : Isabelle Boulay ;
- J'ai cherché (Amir, France 2016) : Amir.

Lors de l'entracte précédant les résultats, Amir a interprété son titre États d'amour extrait de son album Addictions.
- Qualifiés
- Dernier

| Ordre | Artiste       | Chanson              | Reprise                                  | Jury international | Jury international | Jury international | Jury francophone | Jury francophone  | Jury francophone | Total | Place |
| Ordre | Artiste       | Chanson              | Reprise                                  | Christer Björkman  | Olga Salamakha     | Nicola Caligiore   | Isabelle Boulay  | Christophe Willem | Amir Haddad      | Total | Place |
| ----- | ------------- | -------------------- | ---------------------------------------- | ------------------ | ------------------ | ------------------ | ---------------- | ----------------- | ---------------- | ----- | ----- |
| 1     | Masoe         | Paradis              | Pas là - Vianney                         | –                  | –                  | –                  | 4                | 2                 | –                | 6     | 7     |
| 2     | Noée          | L'un près de l'autre | Le Paradis blanc - Michel Berger         | 2                  | 8                  | 10                 | –                | –                 | 6                | 26    | 6     |
| 3     | Lisandro Cuxi | Eva                  | Billie Jean - Michael Jackson            | 10                 | 12                 | 12                 | 10               | 10                | 12               | 66    | 1     |
| 4     | Malo'         | Ciao                 | Wasting My Young Years - London Grammar  | 8                  | 6                  | 6                  | 12               | 12                | 2                | 46    | 3     |
| 5     | Emmy Liyana   | OK ou KO             | Je te promets - Johnny Hallyday          | 12                 | 10                 | 8                  | 6                | 6                 | 8                | 50    | 2     |
| 6     | Enéa          | I'll be there        | Tous les cris les SOS - Daniel Balavoine | –                  | –                  | –                  | –                | –                 | –                | 0     | 8     |
| 7     | Pheno Men     | Jamais sans toi      | ABC - Jackson Five                       | –                  | –                  | –                  | –                | –                 | –                | 0     | 9     |
| 8     | Louka         | Mamma mia            | Alors regarde - Patrick Bruel            | 6                  | 4                  | 4                  | 2                | 4                 | 10               | 30    | 4     |
| 9     | Ehla          | J'ai cru             | Time After Time - Cyndi Lauper           | 4                  | 2                  | 2                  | 8                | 8                 | 4                | 28    | 5     |

### Deuxième demi-finale
La seconde demi-finale a été diffusée le samedi 20 janvier 2018 à 20 h 55.
En ouverture, Marie Myriam, dernière représentante française à avoir gagné l'Eurovision, a repris Amar pelos dois de Salvador Sobral, chanson gagnante de l'Eurovision 2017, avant de chanter L'Oiseau et l'Enfant, la chanson victorieuse de l'Eurovision 1977, avec les jurés et Garou.
Pendant l'entracte précédent les résultats, Isabelle Boulay a interprété son titre Le Garçon Triste extrait de son album En Vérité.
- Qualifiés
- Dernier

| Ordre | Artiste         | Chanson           | Reprise                                     | Jury international | Jury international | Jury international | Jury francophone | Jury francophone | Jury francophone  | Total | Place |
| Ordre | Artiste         | Chanson           | Reprise                                     | Olga Salamakha     | Nicola Caligiore   | Christer Björkman  | Amir Haddad      | Isabelle Boulay  | Christophe Willem | Total | Place |
| ----- | --------------- | ----------------- | ------------------------------------------- | ------------------ | ------------------ | ------------------ | ---------------- | ---------------- | ----------------- | ----- | ----- |
| 1     | Lucie Vagenheim | My world          | Savoir aimer - Florent Pagny                | –                  | –                  | –                  | –                | –                | –                 | 0     | 9     |
| 2     | Madame Monsieur | Mercy             | Désenchantée - Mylène Farmer                | 12                 | 10                 | 8                  | 2                | 12               | 12                | 56    | 1     |
| 3     | Jane Constance  | Un jour j'ai rêvé | What a Wonderful World - Louis Armstrong    | 2                  | –                  | 2                  | 4                | –                | –                 | 8     | 7     |
| 4     | Nassi           | Rêves de gamin    | Superstition - Stevie Wonder                | 8                  | 6                  | 12                 | 12               | 4                | 4                 | 46    | 3     |
| 5     | Igit            | Lisboa Jerusalem  | Tout va bien - Orelsan                      | 4                  | 12                 | 6                  | 6                | 8                | 10                | 46    | 4     |
| 6     | Max Cinnamon    | Ailleurs          | Perfect - Ed Sheeran                        | 10                 | 8                  | 10                 | 10               | 10               | 6                 | 54    | 2     |
| 7     | Sarah Caillibot | Tu me manques     | Tu m'oublieras - Lætitia Larusso            | 6                  | 2                  | –                  | –                | –                | –                 | 8     | 6     |
| 8     | Sweem           | Là-haut           | Quelques mots d'amour - Michel Berger       | –                  | 4                  | –                  | 8                | 6                | 8                 | 26    | 5     |
| 9     | June the girl   | Same              | Poupée de cire, poupée de son - France Gall | –                  | –                  | 4                  | –                | 2                | 2                 | 8     | 7     |

### Finale
La finale est diffusée le samedi 27 janvier 2018 à 20 h 55.
Chaque finaliste chante en duo avec une vedette de la chanson française en plus de sa chanson originale.
En ouverture, plusieurs titres issus du concours ayant eu du succès en France sont interprétés :
- Volare (Domenico Modugno, Italie 1958) : les Gipsy Kings ;
- Heroes (Måns Zelmerlöw, Suède 2015) : Garou, Isabelle Boulay et Christophe Willem ;
- Ding-a-dong (Teach-In, Pays-Bas 1975) : Alma.

Pendant l'entracte précédent les résultats, Christophe Willem a interprété son titre Madame extrait de son album Rio, puis Alma a chanté Requiem, chanson avec laquelle elle avait représenté la France à l'Eurovision 2017. Jon Ola Sand, superviseur exécutif du Concours Eurovision de la chanson, a ensuite été invité par Garou à donner son avis sur la soirée.
- Premier
- Deuxième
- Troisième
- Dernier

| Ordre | Artiste         | Chanson          | Reprise                                               | Reprise       | Jury   | Jury  | Télévote    | Télévote | Télévote | Total | Place |
| Ordre | Artiste         | Chanson          | Titre                                                 | En duo avec   | Points | Place | Pourcentage | Points   | Place    | Total | Place |
| ----- | --------------- | ---------------- | ----------------------------------------------------- | ------------- | ------ | ----- | ----------- | -------- | -------- | ----- | ----- |
| 1     | Louka           | Mamma Mia        | Caméléon                                              | Maître Gims   | 8      | 8     | 1,67 %      | 7        | 8        | 15    | 8     |
| 2     | Igit            | Lisboa Jerusalem | L'Amour à la machine                                  | Alain Souchon | 60     | 4     | 11,90 %     | 50       | 4        | 110   | 5     |
| 3     | Emmy Liyana     | Ok ou KO         | Viens on s'aime                                       | Slimane       | 82     | 2     | 7,14 %      | 30       | 6        | 112   | 4     |
| 4     | Madame Monsieur | Mercy            | Reine                                                 | Dadju         | 68     | 3     | 28,10 %     | 118      | 1        | 186   | 1     |
| 5     | Lisandro Cuxi   | Eva              | Zombie (The Cranberries)                              | Nolwenn Leroy | 90     | 1     | 17,14 %     | 72       | 3        | 162   | 2     |
| 6     | Max Cinnamon    | Ailleurs         | Où je vis                                             | Patrick Fiori | 54     | 5     | 8,57 %      | 36       | 5        | 90    | 6     |
| 7     | Nassi           | Rêves de gamin   | Elle m'a aimé (Kendji Girac) / Djobi Djoba / Bamboleo | Gipsy Kings   | 30     | 6     | 4,29 %      | 18       | 7        | 48    | 7     |
| 8     | Malo'           | Ciao             | Sirens Call                                           | Cats On Trees | 28     | 7     | 21,19 %     | 89       | 2        | 117   | 3     |

| Vote détaillé du jury international | Vote détaillé du jury international | Vote détaillé du jury international | Vote détaillé du jury international | Vote détaillé du jury international | Vote détaillé du jury international | Vote détaillé du jury international | Vote détaillé du jury international | Vote détaillé du jury international | Vote détaillé du jury international | Vote détaillé du jury international | Vote détaillé du jury international | Vote détaillé du jury international |
| Artiste                             | Chanson                             | Drapeau de l'Islande                | Drapeau de l'Arménie                | Drapeau de la Russie                | Drapeau d’Israël                    | Drapeau de la Finlande              | Drapeau de la Biélorussie           | Drapeau de la Bulgarie              | Drapeau de la Suisse                | Drapeau de l'Italie                 | Drapeau de la Suède                 | Total                               |
| ----------------------------------- | ----------------------------------- | ----------------------------------- | ----------------------------------- | ----------------------------------- | ----------------------------------- | ----------------------------------- | ----------------------------------- | ----------------------------------- | ----------------------------------- | ----------------------------------- | ----------------------------------- | ----------------------------------- |
| Louka                               | Mamma mia                           | –                                   | 6                                   | –                                   | –                                   | –                                   | –                                   | –                                   | –                                   | 2                                   | –                                   | 8                                   |
| Igit                                | Lisboa Jerusalem                    | –                                   | 8                                   | 8                                   | 10                                  | 2                                   | 10                                  | 8                                   | 10                                  | 4                                   | –                                   | 60                                  |
| Emmy Liyana                         | OK ou KO                            | 8                                   | 12                                  | 4                                   | 2                                   | 12                                  | 6                                   | 6                                   | 12                                  | 10                                  | 10                                  | 82                                  |
| Madame Monsieur                     | Mercy                               | 12                                  | –                                   | 6                                   | 6                                   | 6                                   | 8                                   | 12                                  | 8                                   | 8                                   | 2                                   | 68                                  |
| Lisandro Cuxi                       | Eva                                 | 10                                  | –                                   | 12                                  | 12                                  | 4                                   | 12                                  | 10                                  | 6                                   | 12                                  | 12                                  | 90                                  |
| Max Cinnamon                        | Ailleurs                            | 6                                   | 2                                   | 10                                  | 4                                   | 10                                  | 4                                   | 2                                   | 2                                   | 6                                   | 8                                   | 54                                  |
| Nassi                               | Rêves de gamin                      | 2                                   | 10                                  | 2                                   | 8                                   | –                                   | 2                                   | –                                   | –                                   | –                                   | 6                                   | 30                                  |
| Malo'                               | Ciao                                | 4                                   | 4                                   | –                                   | –                                   | 8                                   | –                                   | 4                                   | 4                                   | –                                   | 4                                   | 28                                  |

### Audiences
Au moment de l'annonce du résultat final, près de 3 300 000 téléspectateurs ont suivi la victoire de Madame Monsieur, avec 24,4 % de part de marché.
| Type            | Jour et horaire de diffusion            | Audience moyenne          | Audience moyenne | Classement des audiences de la soirée | Références |
| Type            | Jour et horaire de diffusion            | Nombre de téléspectateurs | PDM              | Classement des audiences de la soirée | Références |
| --------------- | --------------------------------------- | ------------------------- | ---------------- | ------------------------------------- | ---------- |
| 1re demi-finale | Samedi 13 janvier 2018 (21 h -23 h 30)  | 2 486 000                 | 12,4 %           | 3e                                    | [ 15 ]     |
| 2e demi-finale  | Samedi 20 janvier 2018 (21 h -23 h 30)  | 2 084 000                 | 10,7 %           | 3e                                    | [ 16 ]     |
| Finale          | Samedi 27 janvier 2018 (21 h - 23 h 50) | 1 795 000                 | 8,9 %            | 4e                                    | [ 17 ]     |

### À l'Eurovision
En tant que membre du Big Five, la France est qualifiée d'office pour la finale qui aura lieu le 12 mai 2018.

### Points attribués à la France
| 12 points | 10 points         | 8 points | 7 points        | 6 points        | 5 points                               | 4 points        | 3 points                | 2 points                 | 1 point |
| --------- | ----------------- | -------- | --------------- | --------------- | -------------------------------------- | --------------- | ----------------------- | ------------------------ | ------- |
| Ukraine   | Lettonie Lituanie | Malte    | Albanie Norvège | Croatie Espagne | Bulgarie Finlande Grèce Portugal Suède | Arménie Irlande | Belgique Chypre Islande | Danemark Russie Slovénie |         |

| 12 points | 10 points | 8 points | 7 points | 6 points       | 5 points                 | 4 points                 | 3 points | 2 points | 1 point        |
| --------- | --------- | -------- | -------- | -------------- | ------------------------ | ------------------------ | -------- | -------- | -------------- |
|           |           | Belgique | Ukraine  | Islande Israël | Albanie Arménie Lituanie | Finlande Géorgie Espagne | Pologne  |          | Chypre Norvège |

| 12 points | Australie |
| 10 points | Lettonie  |
| 8 points  | Pays-Bas  |
| 7 points  | Suède     |
| 6 points  | Malte     |
| 5 points  | Slovénie  |
| 4 points  | Pologne   |
| 3 points  | Russie    |
| 2 points  | Norvège   |
| 1 point   | Roumanie  |

| 12 points | Moldavie  |
| 10 points | Serbie    |
| 8 points  | Roumanie  |
| 7 points  | Pologne   |
| 6 points  | Australie |
| 5 points  | Danemark  |
| 4 points  | Norvège   |
| 3 points  | Ukraine   |
| 2 points  | Slovénie  |
| 1 point   | Suède     |

| 12 points | Israël      |
| 10 points | Australie   |
| 8 points  | Allemagne   |
| 7 points  | Autriche    |
| 6 points  | Pays-Bas    |
| 5 points  | Suède       |
| 4 points  | Tchéquie    |
| 3 points  | Royaume-Uni |
| 2 points  | Slovénie    |
| 1 point   | Irlande     |

| 12 points | Israël   |
| 10 points | Italie   |
| 8 points  | Portugal |
| 7 points  | Estonie  |
| 6 points  | Moldavie |
| 5 points  | Espagne  |
| 4 points  | Ukraine  |
| 3 points  | Chypre   |
| 2 points  | Danemark |
| 1 point   | Serbie   |

Le groupe Madame Monsieur est accompagné par deux choristes chantant en coulisses, Alison et Noée, cette dernière ayant participé à la pré-sélection française la même année. Le duo se classe finalement 13e lors de la finale, avec un total de 173 points.

## Destination Eurovision 2019

### Jurys

#### Jury francophone
Le jury national est composé de deux chanteurs et une chanteuse de langue française, avec un rôle uniquement consultatif :
- André Manoukian, auteur-compositeur français, ancien juré de Nouvelle Star en France, commentateur des demi-finales de l'Eurovision 2018 ;
- Christophe Willem, chanteur, vainqueur de Nouvelle Star et ancien juré de X Factor en France, commentateur des demi-finales et de la finale de l'Eurovision 2018.
- Vitaa, chanteuse française, jurée de The Voice Belgique ;

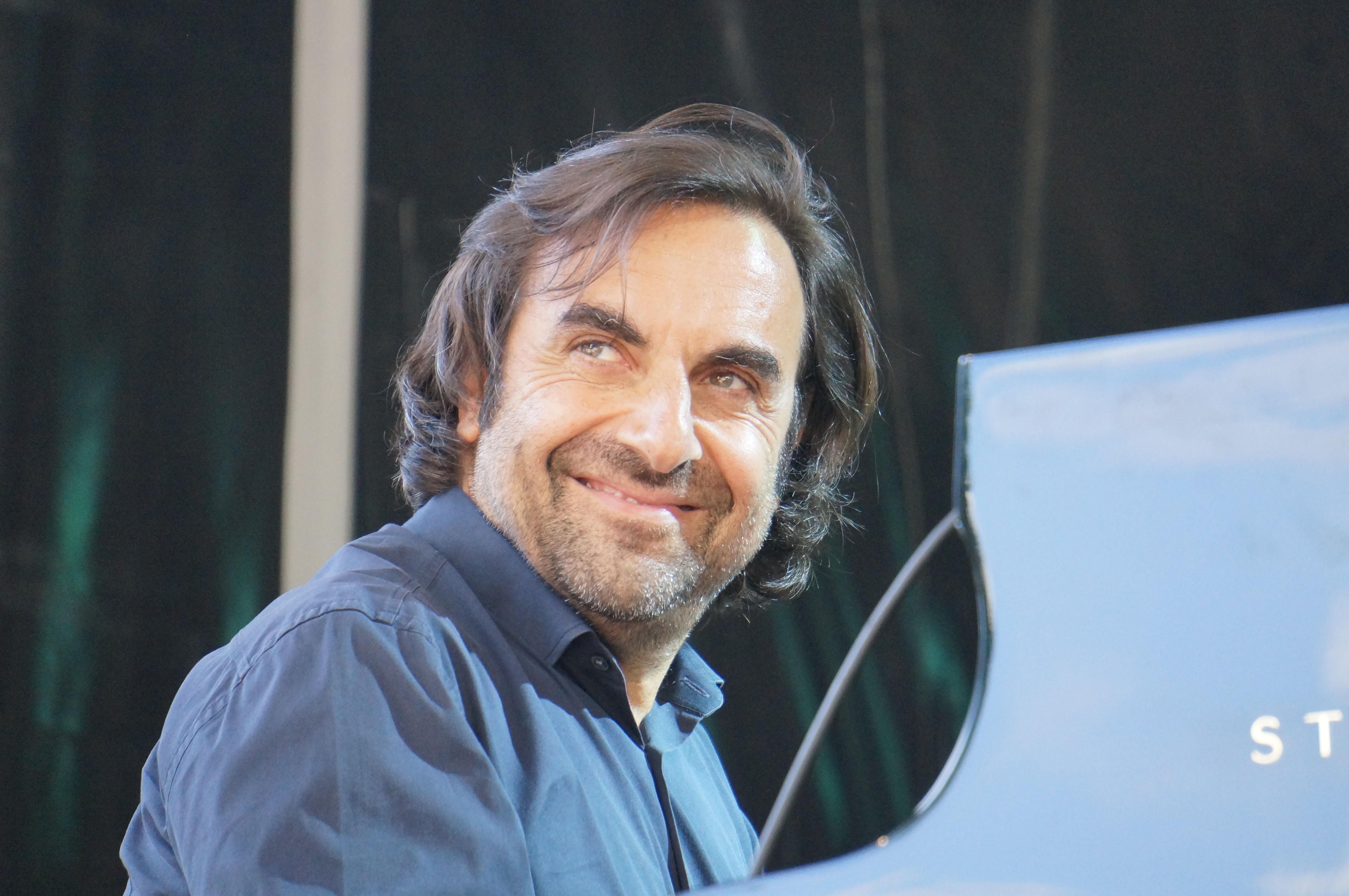
André Manoukian
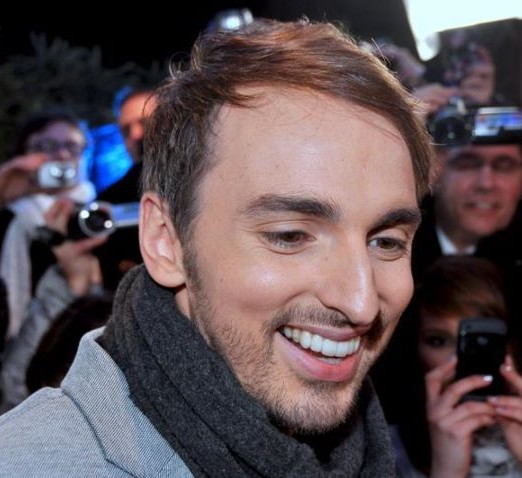
Christophe Willem

#### Jury international
Le jury international est composé de 5 représentants de 5 pays pour la première demi-finale, de 5 autres pays pour la seconde, et de 10 représentants de 10 autres pays pour la finale.
Lors de la première demi-finale, les jurés internationaux qui désignent en partie les finalistes sont :
- Arménie : David Tserunyan, producteur et chef de la délégation arménienne à l'Eurovision ;
- Israël : Tali Eshkoli, co-productrice du Concours Eurovision de la chanson 2019 à Tel Aviv ;
- Portugal : Carla Bugalho Trindade, co-productrice du Concours Eurovision de la chanson 2018 à Lisbonne ;
- Royaume-Uni : Paul Jordan, spécialiste de l'Eurovision ;
- Serbie : Sanja Vučić, représentante de la Serbie au Concours Eurovision de la chanson 2016 et par la suite en 2020 et 2021 avec le groupe Hurricane.

Lors de la deuxième demi-finale, les jurés internationaux sont :
- Arménie : Anushik Ter-Ghukasyan, chef de délégation de l'Arménie.
- Autriche : Zoë Straub, représentante de l'Autriche au Concours Eurovision de la chanson 2016 ;
- Géorgie : Natia Mshvenieradze, chef de la délégation de la Géorgie ;
- Tchéquie : Mikolas Josef, représentant de la Tchéquie au Concours Eurovision de la chanson 2018 ;
- Suède : Christer Björkman, chef de la délégation de la Suède, producteur du Melodifestivalen et représentant de la Suède au Concours Eurovision de la chanson 1992 ;

Lors de la finale, les jurés internationaux sont :
- Albanie : Rona Nishliu, représentante de l'Albanie au Concours Eurovision de la chanson 2012 ;
- Allemagne : Christoph Pellander, chef de la délégation de l'Allemagne ;
- Biélorussie : Olga Salamakha, chef de la délégation de la Biélorussie ;
- Chypre : Aléxandros Panayís, représentant de Chypre aux concours Eurovision de la chanson de 1995 et 2000 ;
- Espagne : Beatriz Luengo, chanteuse et actrice principale de la série à succès Un, dos, tres ;
- Irlande : Michael Kealy, chef de la délégation de l'Irlande ;
- Israël : Doron Medalie, auteur de plusieurs chansons ayant représenté Israël, dont la chanson victorieuse Toy ;
- Italie : Nicola Caligiore, chef de la délégation de l'Italie ;
- Russie : Ekaterina Orlova, productrice d'émissions musicales en Russie ;
- Suisse : Reto Peritz, chef de la délégation de la Suisse.

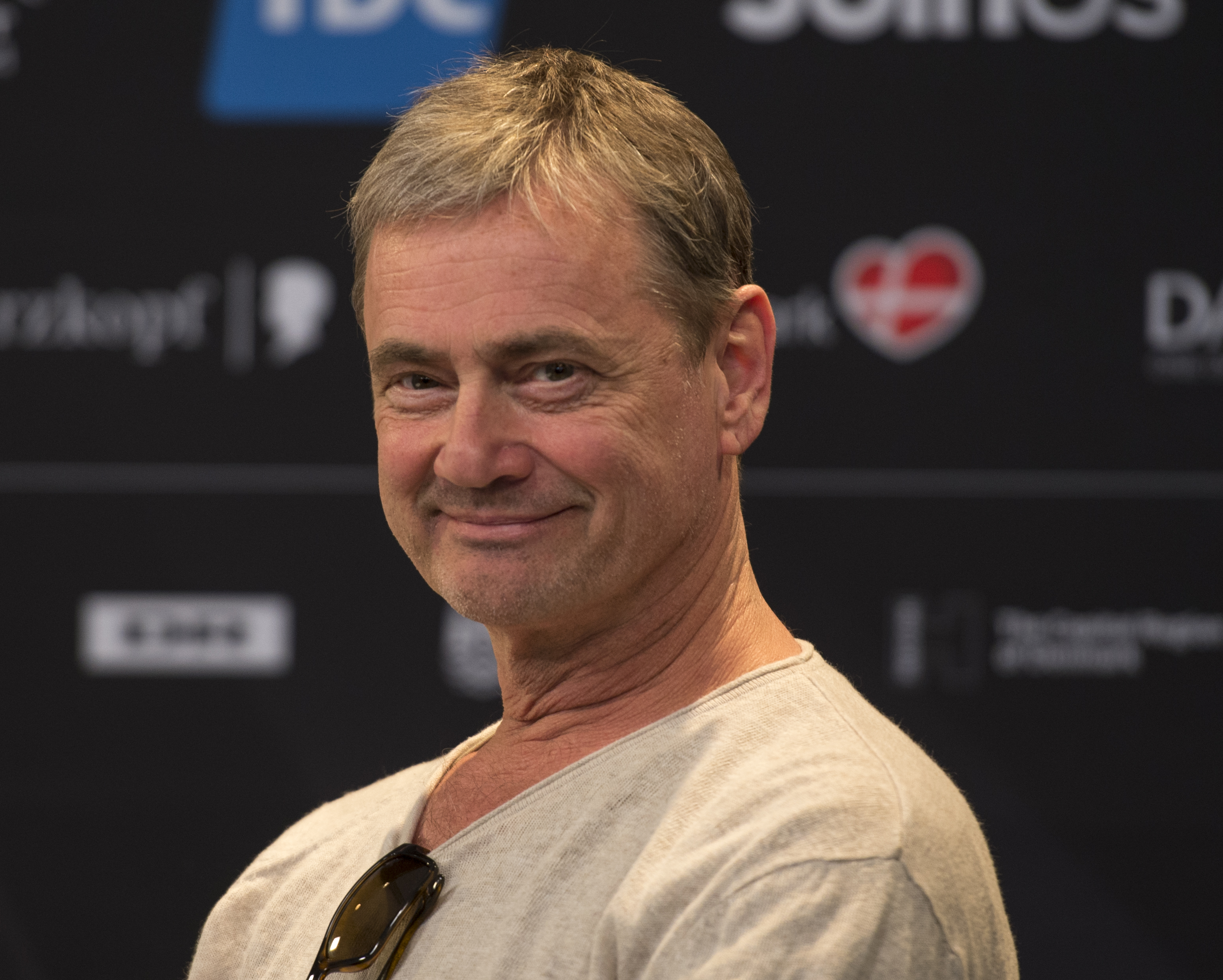
Christer Björkman
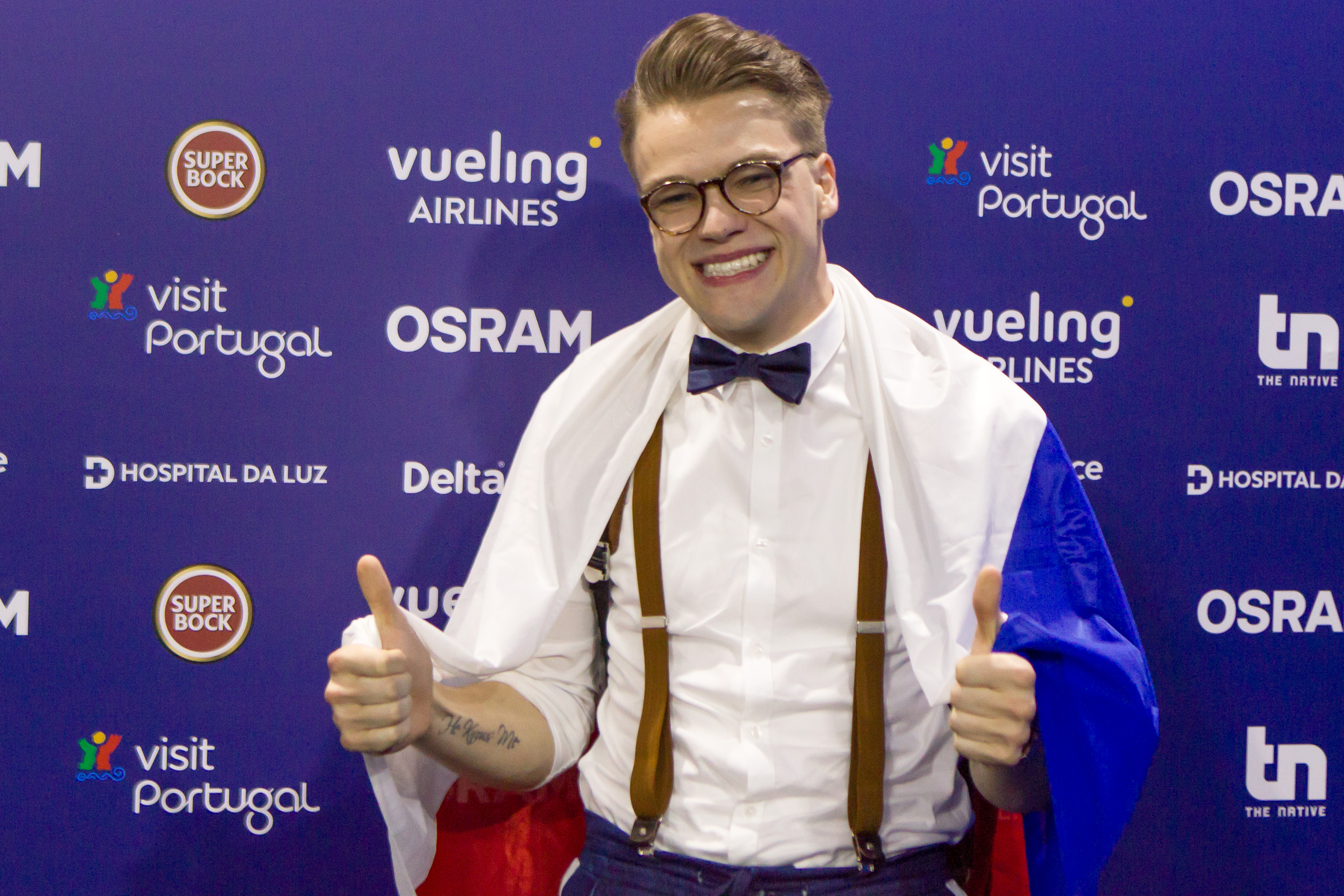
Mikolas Josef
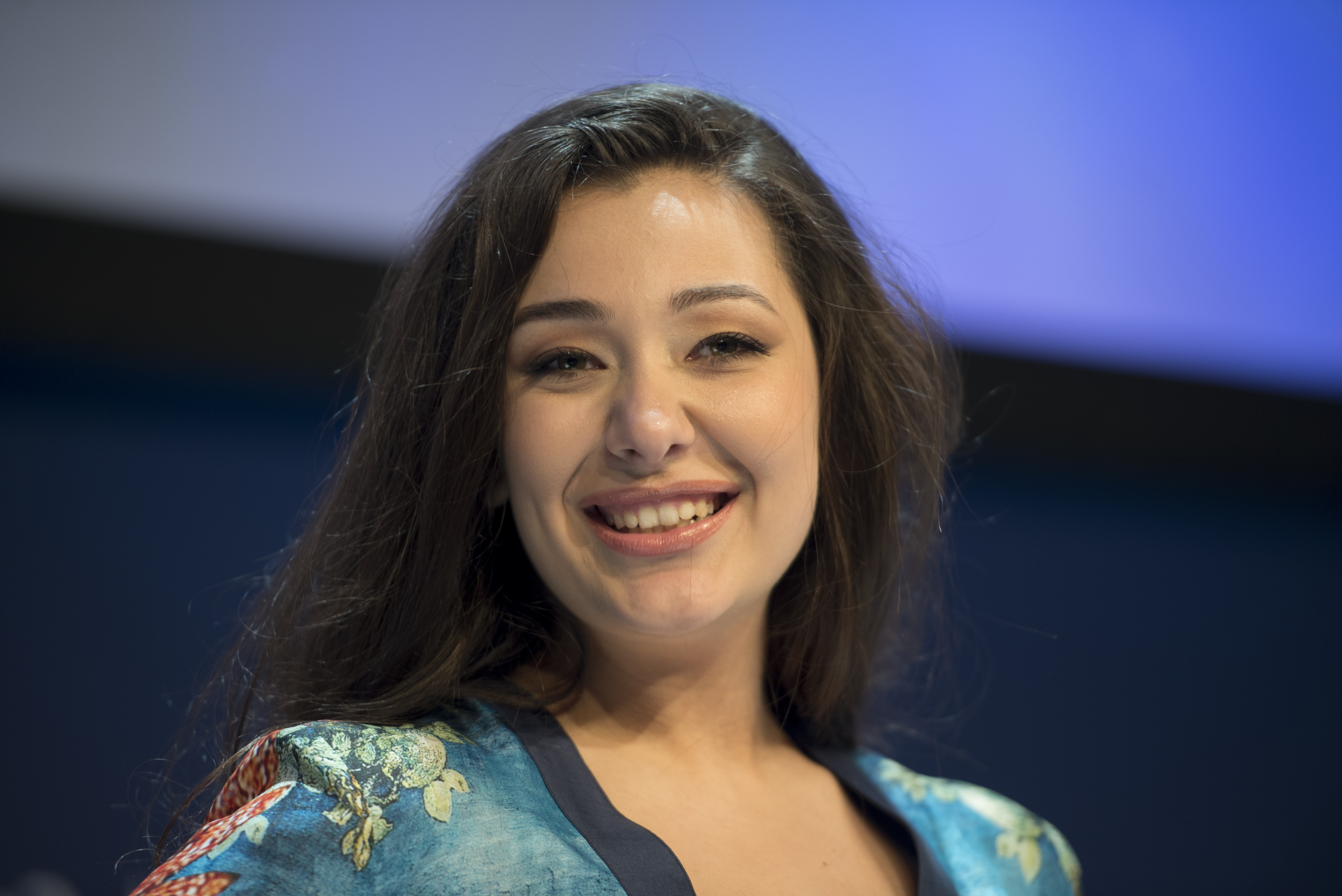
Sanja Vučić
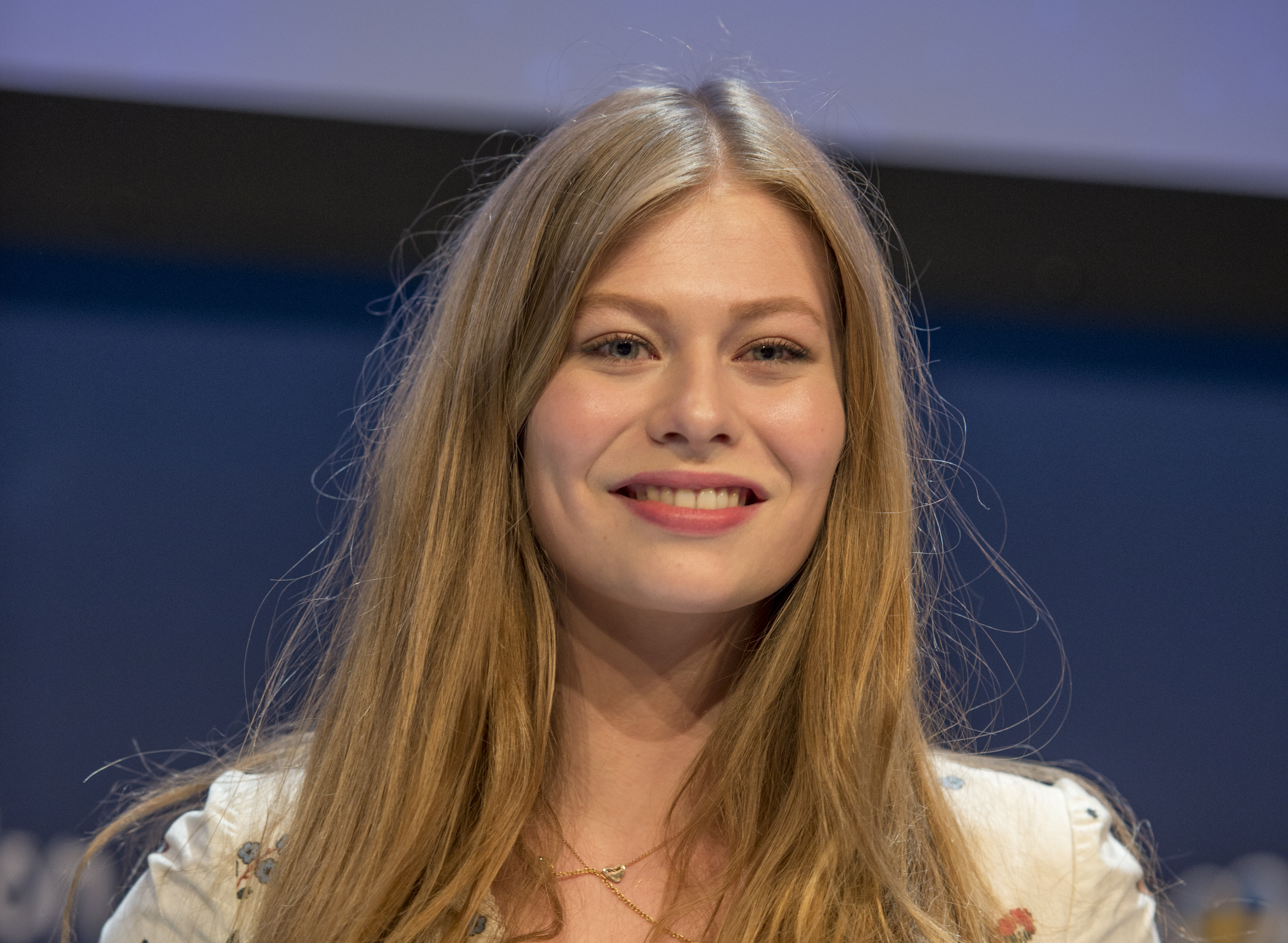
Zoë Straub

### Chansons
| Artiste            | Langue                      | Chanson                              | Traduction       | Auteur(s) / Compositeur(s)                                                  |
| ------------------ | --------------------------- | ------------------------------------ | ---------------- | --------------------------------------------------------------------------- |
| Aysat              | Français                    | Comme une grande                     | —                | Aysat, Mohamed Zayana                                                       |
| Battista Acquaviva | Corse                       | Passiò                               | La passion       | Battista Acquaviva, Florent Bidoyen, Théodore Eristoff                      |
| Bilal Hassani      | Français, anglais           | Roi                                  | —                | Bilal Hassani, Madame Monsieur, Medeline                                    |
| Chimène Badi       | Français                    | Là-haut                              | —                | Yseult, Yacine Azeggagh, Corson, Boban Apostolov (en)                       |
| Doutson            | Français                    | Sois un bon fils                     | —                | Mamadou Niakate, Jean-Pascal Anziani, Ryad Bouchami, Caz B                  |
| Emmanuel Moire     | Français                    | La Promesse                          | —                | Emmanuel Moire                                                              |
| Florina            | Français, anglais           | In the Shadow                        | Dans l'ombre     | Manon Romiti, Silvio Lisonne, Pierre-Laurent Faure, Adrien Levron           |
| Gabriella          | Français, anglais           | On cherche encore (Never Get Enough) | — (Jamais assez) | Gabriella Laberge, Christian Sbrocca, Richard Turcotte, Zander Howard Scott |
| Lautner            | Français                    | J'ai pas le temps                    | —                | John Mamann, Sophie Tapie, Johnny Goldstein (en), Koby Hass                 |
| Mazy               | Français                    | Oulala                               | —                | Julie Mazi                                                                  |
| Naestro            | Français                    | Le brasier                           | —                | Mark Hekic, Alexandra Maquet, Thierry Leteurtre                             |
| Noémie             | Français                    | Ma petite famille                    | —                | Noémie, Youssoupha, Cehashi                                                 |
| PhilipElise        | Français                    | Madame La Paix                       | —                | Elise Philip, Guillaume Soulan                                              |
| Seemone            | Français                    | Tous les deux                        | —                | Fabrice Mantegna, Alexandre Mazarguil, Léa Simoncini                        |
| Silvàn Areg        | Français                    | Allez leur dire                      | —                | Caz B, Mamadou Niakate, Erick Ness                                          |
| The Divaz          | Français, anglais           | La voix d'Aretha                     | —                | Yacine Azeggagh, Marielle Hervé                                             |
| Tracy De Sá        | Français, anglais, espagnol | Por Aqui                             | Par ici          | Tracy De Sá, Tiery-F                                                        |
| Ugo                | Français                    | Ce qui me blesse                     | —                | Ugo Benterfa, Vicken Sayrin                                                 |

La chanson Allez leur dire, avec laquelle concourt Sylvàn Areg, s'appelait initialement Le Petit Nicolas (lors des sélections en interne par France 2 et lors de la première demi-finale). Sur la demande des ayants droit de Sempé et Goscinny, le chanteur doit changer de titre pour ne pas interférer avec l'œuvre littéraire. Le titre de la chanson devient alors Allez leur dire. L'un des co-auteurs est Mamadou Niakate alias Doutson qui est également l'un des dix-huit artistes candidats de cette sélection.

### Résultats

#### Première demi-finale
La première demi-finale a eu lieu le samedi 12 janvier 2019, en direct, à 21 heures.

4 artistes sur les 9 en compétition ont été qualifiés en finale.
- Qualifiés
- Non qualifiés

| Ordre | Artiste            | Chanson           | Reprise                                        | Jury international | Jury international | Télévote    | Télévote | Télévote | Total | Place |
| Ordre | Artiste            | Chanson           | Reprise                                        | Points             | Place              | Pourcentage | Points   | Place    | Total | Place |
| ----- | ------------------ | ----------------- | ---------------------------------------------- | ------------------ | ------------------ | ----------- | -------- | -------- | ----- | ----- |
| 1     | Naestro            | Le brasier        | Perfect - Ed Sheeran                           | 12                 | 7                  | 3,81 %      | 8        | 8        | 20    | 9     |
| 2     | Florina            | In the Shadow     | Hymne à l'amour - Édith Piaf                   | 0                  | 9                  | 10,00 %     | 21       | 4        | 21    | 8     |
| 3     | Chimène Badi       | Là-haut           | Non, je ne regrette rien - Édith Piaf          | 22                 | 5                  | 20,95 %     | 44       | 2        | 66    | 2     |
| 4     | Battista Acquaviva | Passiò            | Parla Più Piano - Gianni Morandi               | 2                  | 8                  | 13,81 %     | 29       | 3        | 31    | 7     |
| 5     | Silvàn Areg        | Le Petit Nicolas  | Un homme debout - Claudio Capéo                | 38                 | 2                  | 10,00 %     | 21       | 4        | 59    | 3     |
| 6     | Bilal Hassani      | Roi               | Carmen - Stromae                               | 58                 | 1                  | 27,14 %     | 57       | 1        | 115   | 1     |
| 7     | Aysat              | Comme une grande  | Dancing Queen - ABBA                           | 34                 | 3                  | 2,86 %      | 6        | 9        | 40    | 4     |
| 8     | Lautner            | J'ai pas le temps | J'ai cherché - Amir                            | 26                 | 4                  | 4,29 %      | 9        | 7        | 35    | 5     |
| 9     | Mazy               | Oulala            | Si seulement je pouvais lui manquer - Calogero | 18                 | 6                  | 7,14 %      | 15       | 6        | 33    | 6     |

| Votes détaillés du jury international | Votes détaillés du jury international | Votes détaillés du jury international | Votes détaillés du jury international | Votes détaillés du jury international | Votes détaillés du jury international | Votes détaillés du jury international | Votes détaillés du jury international | Votes détaillés du jury international |
| Ordre                                 | Artiste                               | Chanson                               | P. Jordan                             | S. Vucic                              | D. Tserunyan                          | T. Eshkoli                            | C. Bugalho                            | Total                                 |
| ------------------------------------- | ------------------------------------- | ------------------------------------- | ------------------------------------- | ------------------------------------- | ------------------------------------- | ------------------------------------- | ------------------------------------- | ------------------------------------- |
| 1                                     | Naestro                               | Le brasier                            | 6                                     | 2                                     | –                                     | 2                                     | 2                                     | 12                                    |
| 2                                     | Florina                               | In the Shadow                         | –                                     | –                                     | –                                     | –                                     | –                                     | 0                                     |
| 3                                     | Chimène Badi                          | Là-haut                               | 8                                     | –                                     | 2                                     | 6                                     | 6                                     | 22                                    |
| 4                                     | Battista Acquaviva                    | Passiò                                | 2                                     | –                                     | –                                     | –                                     | –                                     | 2                                     |
| 5                                     | Silvàn Areg                           | Le Petit Nicolas                      | –                                     | 6                                     | 10                                    | 12                                    | 10                                    | 38                                    |
| 6                                     | Bilal Hassani                         | Roi                                   | 12                                    | 12                                    | 12                                    | 10                                    | 12                                    | 58                                    |
| 7                                     | Aysat                                 | Comme une grande                      | –                                     | 10                                    | 8                                     | 8                                     | 8                                     | 34                                    |
| 8                                     | Lautner                               | J'ai pas le temps                     | 10                                    | 8                                     | 4                                     | 4                                     | –                                     | 26                                    |
| 9                                     | Mazy                                  | Oulala                                | 4                                     | 4                                     | 6                                     | –                                     | 4                                     | 18                                    |

#### Deuxième demi-finale
La deuxième demi-finale a eu lieu le samedi 19 janvier 2019, en direct, à 21 heures. Netta, la gagnante de la précédente édition du Concours Eurovision, y interprète son titre victorieux Toy.
4 artistes sur les 9 en compétition ont été qualifiés en finale.
| Ordre | Artiste        | Chanson                              | Reprise                              | Jury international | Jury international | Télévote    | Télévote | Télévote | Total | Place |
| Ordre | Artiste        | Chanson                              | Reprise                              | Points             | Place              | Pourcentage | Points   | Place    | Total | Place |
| ----- | -------------- | ------------------------------------ | ------------------------------------ | ------------------ | ------------------ | ----------- | -------- | -------- | ----- | ----- |
| 1     | Gabriella      | On cherche encore (Never Get Enough) | L'encre de tes yeux - Francis Cabrel | 14                 | 7                  | 8,57 %      | 18       | 4        | 32    | 6     |
| 2     | The Divaz      | La voix d'Aretha                     | Respect - Aretha Franklin            | 26                 | 4                  | 13,33 %     | 28       | 3        | 54    | 3     |
| 3     | Ugo            | Ce qui me blesse                     | Résiste - France Gall                | 30                 | 2                  | 3,81 %      | 8        | 8        | 38    | 5     |
| 4     | Tracy De Sá    | Por Aqui                             | Lose Yourself - Eminem               | 2                  | 9                  | 6,19 %      | 13       | 6        | 15    | 8     |
| 5     | Emmanuel Moire | La Promesse                          | Take on Me - A-ha                    | 28                 | 3                  | 26,67 %     | 56       | 1        | 84    | 2     |
| 6     | Noémie         | Ma petite famille                    | Wonderwall - Oasis                   | 8                  | 8                  | 2,86 %      | 6        | 9        | 14    | 9     |
| 7     | Seemone        | Tous les deux                        | Magnolias For Ever - Claude François | 60                 | 1                  | 25,24 %     | 53       | 2        | 113   | 1     |
| 8     | Doutson        | Sois un bon fils                     | Femme libérée - Cookie Dingler       | 24                 | 5                  | 7,14 %      | 15       | 5        | 39    | 4     |
| 9     | PhilipElise    | Madame La Paix                       | J'veux du Soleil - Au p'tit bonheur  | 18                 | 6                  | 6,19 %      | 13       | 6        | 31    | 7     |

| Votes détaillés du jury international | Votes détaillés du jury international | Votes détaillés du jury international | Votes détaillés du jury international | Votes détaillés du jury international | Votes détaillés du jury international | Votes détaillés du jury international | Votes détaillés du jury international | Votes détaillés du jury international |
| Ordre                                 | Artiste                               | Chanson                               | A. Ter-Ghukasyan                      | Z. Straub                             | N. Mshvenieradze                      | M. Josef                              | C. Björkman                           | Total                                 |
| ------------------------------------- | ------------------------------------- | ------------------------------------- | ------------------------------------- | ------------------------------------- | ------------------------------------- | ------------------------------------- | ------------------------------------- | ------------------------------------- |
| 1                                     | Gabriella                             | On cherche encore (Never Get Enough)  | –                                     | 10                                    | –                                     | 4                                     | –                                     | 14                                    |
| 2                                     | The Divaz                             | La voix d'Aretha                      | 2                                     | 8                                     | 6                                     | 6                                     | 4                                     | 26                                    |
| 3                                     | Ugo                                   | Ce qui me blesse                      | 8                                     | 4                                     | 8                                     | –                                     | 10                                    | 30                                    |
| 4                                     | Tracy De Sá                           | Por Aqui                              | –                                     | —                                     | –                                     | –                                     | 2                                     | 2                                     |
| 5                                     | Emmanuel Moire                        | La Promesse                           | 10                                    | 6                                     | 4                                     | –                                     | 8                                     | 28                                    |
| 6                                     | Noémie                                | Ma petite famille                     | –                                     | –                                     | –                                     | 8                                     | –                                     | 8                                     |
| 7                                     | Seemone                               | Tous les deux                         | 12                                    | 12                                    | 12                                    | 12                                    | 12                                    | 60                                    |
| 8                                     | Doutson                               | Sois un bon fils                      | 6                                     | –                                     | 2                                     | 10                                    | 6                                     | 24                                    |
| 9                                     | PhilipElise                           | Madame La Paix                        | 4                                     | 2                                     | 10                                    | 2                                     | –                                     | 18                                    |

À la fin de la deuxième demi-finale, après le vote final, Garou fait un récapitulatif des chansons qualifiées pour la finale et cite la chanson Allez leur dire (initialement intitulée Le petit Nicolas) mais ne donne aucune explication quant au changement de nom.

#### Finale
La finale a eu lieu le samedi 26 janvier 2019, à 21 heures.
| Ordre | Artiste        | Chanson          | Reprise                                           | Jury international | Jury international | Télévote    | Télévote | Télévote | Total | Place |
| Ordre | Artiste        | Chanson          | Reprise                                           | Points             | Place              | Pourcentage | Points   | Place    | Total | Place |
| ----- | -------------- | ---------------- | ------------------------------------------------- | ------------------ | ------------------ | ----------- | -------- | -------- | ----- | ----- |
| 1     | Chimène Badi   | Là-haut          | Ne partez pas sans moi - Céline Dion              | 56                 | 4e                 | 15,0%       | 63       | 2e       | 119   | 3e    |
| 2     | Silvàn Areg    | Allez leur dire  | C'est le dernier qui a parlé qui a raison - Amina | 76                 | 2e                 | 6,2%        | 26       | 6e       | 102   | 5e    |
| 3     | The Divaz      | La voix d'Aretha | Waterloo - ABBA                                   | 44                 | 6e                 | 11,4%       | 48       | 5e       | 92    | 6e    |
| 4     | Emmanuel Moire | La Promesse      | Euphoria - Loreen                                 | 64                 | 3e                 | 12,1%       | 51       | 4e       | 115   | 4e    |
| 5     | Doutson        | Sois un bon fils | J'ai cherché - Amir                               | 10                 | 8e                 | 1,9%        | 8        | 8e       | 18    | 8e    |
| 6     | Seemone        | Tous les deux    | L'oiseau et l'enfant - Marie Myriam               | 94                 | 1er                | 14,8%       | 62       | 3e       | 156   | 2e    |
| 7     | Bilal Hassani  | Roi              | Fuego - Eleni Foureira                            | 50                 | 5e                 | 35,7%       | 150      | 1er      | 200   | 1er   |
| 8     | Aysat          | Comme une grande | Fairytale - Alexander Rybak                       | 26                 | 7e                 | 2,9%        | 12       | 7e       | 38    | 7e    |

| Votes détaillés du jury international | Votes détaillés du jury international | Votes détaillés du jury international | Votes détaillés du jury international | Votes détaillés du jury international | Votes détaillés du jury international | Votes détaillés du jury international | Votes détaillés du jury international | Votes détaillés du jury international | Votes détaillés du jury international | Votes détaillés du jury international | Votes détaillés du jury international | Votes détaillés du jury international | Votes détaillés du jury international |
| Ordre                                 | Artiste                               | Chanson                               | B. Luengo                             | R. Nishliu                            | E. Orlova                             | N. Caligiore                          | D. Medalie                            | R. Peritz                             | M. Kealy                              | C. Pellander                          | O. Salamakha                          | A. Panayís                            | Total                                 |
| ------------------------------------- | ------------------------------------- | ------------------------------------- | ------------------------------------- | ------------------------------------- | ------------------------------------- | ------------------------------------- | ------------------------------------- | ------------------------------------- | ------------------------------------- | ------------------------------------- | ------------------------------------- | ------------------------------------- | ------------------------------------- |
| 1                                     | Chimène Badi                          | Là-haut                               | 2                                     | 6                                     | 12                                    | 4                                     | –                                     | 6                                     | 2                                     | 10                                    | 10                                    | 4                                     | 56                                    |
| 2                                     | Silvàn Areg                           | Allez leur dire                       | 12                                    | 4                                     | 6                                     | 2                                     | 10                                    | 12                                    | 12                                    | 8                                     | 2                                     | 8                                     | 76                                    |
| 3                                     | The Divaz                             | La voix d'Aretha                      | 4                                     | –                                     | 10                                    | 6                                     | 12                                    | 2                                     | –                                     | 2                                     | 6                                     | 2                                     | 44                                    |
| 4                                     | Emmanuel Moire                        | La Promesse                           | 8                                     | 8                                     | 8                                     | 10                                    | –                                     | –                                     | 8                                     | 4                                     | 8                                     | 10                                    | 64                                    |
| 5                                     | Doutson                               | Sois un bon fils                      | –                                     | 2                                     | –                                     | –                                     | 4                                     | –                                     | 4                                     | –                                     | –                                     | –                                     | 10                                    |
| 6                                     | Seemone                               | Tous les deux                         | 6                                     | 12                                    | –                                     | 12                                    | 8                                     | 10                                    | 10                                    | 12                                    | 12                                    | 12                                    | 94                                    |
| 7                                     | Bilal Hassani                         | Roi                                   | 10                                    | 10                                    | 2                                     | –                                     | 2                                     | 4                                     | 6                                     | 6                                     | 4                                     | 6                                     | 50                                    |
| 8                                     | Aysat                                 | Comme une grande                      | –                                     | –                                     | 4                                     | 8                                     | 6                                     | 8                                     | –                                     | –                                     | –                                     | –                                     | 26                                    |

### Audiences
| Type            | Jour et horaire de diffusion           | Audience moyenne          | Audience moyenne | Classement des audiences de la soirée | Références |
| Type            | Jour et horaire de diffusion           | Nombre de téléspectateurs | PDM              | Classement des audiences de la soirée | Références |
| --------------- | -------------------------------------- | ------------------------- | ---------------- | ------------------------------------- | ---------- |
| 1re demi-finale | Samedi 12 janvier 2019 (21 h -23 h 40) | 2 136 000                 | 11,8 %           | 3e                                    | [ 24 ]     |
| 2e demi-finale  | Samedi 19 janvier 2019 (21 h -23 h 50) | 1 490 000                 | 7,8 %            | 4e                                    | [ 25 ]     |
| Finale          | Samedi 26 janvier 2019 (21 h -23 h 55) | 2 140 000                 | 11,7 %           | 3e                                    | [ 26 ]     |

### À l'Eurovision
En tant que membre du Big Five, la France est qualifiée d'office pour la finale du Concours, le 18 mai 2019. Elle vote cependant lors de la première demi-finale, le 14 mai 2019.

### Points attribués à la France
| 12 points | 10 points | 8 points | 7 points | 6 points | 5 points         | 4 points         | 3 points                                | 2 points                           | 1 point        |
| --------- | --------- | -------- | -------- | -------- | ---------------- | ---------------- | --------------------------------------- | ---------------------------------- | -------------- |
|           | Australie | Belgique |          | Pologne  | Autriche Géorgie | Allemagne Chypre | Albanie Croatie Estonie Italie Slovénie | Israël Tchéquie Royaume-Uni Suisse | Islande Serbie |

| 12 points | 10 points | 8 points | 7 points | 6 points | 5 points | 4 points               | 3 points                | 2 points        | 1 point                |
| --------- | --------- | -------- | -------- | -------- | -------- | ---------------------- | ----------------------- | --------------- | ---------------------- |
|           | Belgique  |          |          |          |          | Arménie Espagne Israël | Australie Chypre Suisse | Italie Portugal | Grèce Hongrie Roumanie |

| 12 points | Islande     |
| 10 points | Hongrie     |
| 8 points  | Tchéquie    |
| 7 points  | Australie   |
| 6 points  | Chypre      |
| 5 points  | Grèce       |
| 4 points  | Biélorussie |
| 3 points  | Serbie      |
| 2 points  | Géorgie     |
| 1 point   | Estonie     |

| 12 points | Portugal  |
| 10 points | Islande   |
| 8 points  | Pologne   |
| 7 points  | Australie |
| 6 points  | Serbie    |
| 5 points  | Belgique  |
| 4 points  | Géorgie   |
| 3 points  | Grèce     |
| 2 points  | Slovénie  |
| 1 point   | Estonie   |

| 12 points | Pays-Bas          |
| 10 points | Suède             |
| 8 points  | Italie            |
| 7 points  | Macédoine du Nord |
| 6 points  | Azerbaïdjan       |
| 5 points  | Islande           |
| 4 points  | Australie         |
| 3 points  | Tchéquie          |
| 2 points  | Suisse            |
| 1 point   | Danemark          |

| 12 points | Israël    |
| 10 points | Italie    |
| 8 points  | Norvège   |
| 7 points  | Espagne   |
| 6 points  | Australie |
| 5 points  | Pays-Bas  |
| 4 points  | Danemark  |
| 3 points  | Russie    |
| 2 points  | Suisse    |
| 1 point   | Islande   |

À l'issue de la finale, la France totalise 105 points (67 des jurys professionnels et 38 du télévote), ce qui la classe 16e sur 26.

### Polémiques sur la tenue de l'Eurovision 2019 en Israël
La tenue de l'Eurovision 2019 en Israël a déclenché l'opposition des groupes soutenant les droits des Palestiniens. Des militants de la campagne BDS France ont perturbé en direct la deuxième demi-finale ainsi que la finale de Destination Eurovision en brandissant des pancartes « Pas d'Eurovision 2019 en Israël ». Les images n'ont pas été diffusées lors de la finale, puisque France 2 a diffusé l'émission en différé de quelques minutes, ce qui a permis la chaîne de couper ce passage. De plus, certains candidats ont affirmé avoir reçu des menaces concernant leur participation au Concours.

## 2020: non renouvellement de l'émission
En raison des audiences du programme et des résultats des représentants, considérés comme décevants, l'émission n'est pas renouvelée, le représentant de la France pour 2020 étant déterminé par sélection interne.